# Diepenbeek
Diepenbeek è un comune belga di 19 031 abitanti, situato nella provincia fiamminga del Limburgo belga.